# Zhu Jiabao
Zhu Jiabao (Contea di Huaning, 1860 – Tientsin, 5 settembre 1923) è stato un politico cinese, monarchico che sostenne l'Impero di Cina di Yuan Shikai e la Restaurazione Manciù di Zhang Xun.
Zhu divenne governatore della provincia di Jilin nel 1907 e l'anno successivo governatore della provincia di Anhui, carica che mantenne fino alla Rivoluzione Xinhai del 1911.
Nel luglio 1917, dopo il fallimento della Restaurazione Manciù, fu condannato all'esilio in Giappone dove rimane fino all'ottobre dello stesso anno, quando tornò in Cina e si ritirò a vita privata.
Morì a Tientsin il 5 settembre 1923.